# Fernando Cura
Fernando Cura (San Luis, Argentina, 7 de abril de 1982) es un futbolista argentino. Juega de delantero y su equipo actual es el Sporting Club Victoria de San Luis, que disputa el Torneo Federal C.

## Clubes
| Club                    | País      | Año             |
| ----------------------- | --------- | --------------- |
| Estudiantes de San Luis | Argentina | 2004-2008       |
| Juventud Unida (SL)     | Argentina | 2008-2010       |
| Estudiantes de San Luis | Argentina | 2011 - 2014     |
| Jorge Newbery VM        | Argentina | 2014 - 2015     |
| Sporting Club Victoria  | Argentina | 2016 - presente |

## Palmarés
| Título              | Club                 | País      | Año  |
| ------------------- | -------------------- | --------- | ---- |
| TDI 2012            | Sportivo Estudiantes | Argentina | 2012 |
| Argentino B 2012/13 | Sportivo Estudiantes | Argentina | 2013 |